# The Holy Modal Rounders
The Holy Modal Rounders är ett amerikanskt experimentellt folkrockband bildat 1963 i New York. Deras musik som har klassats som "psykedelisk folkmusik" var mycket annorlunda, både musikaliskt, och i och med att man använde akustiska instrument i stor utsträckning. Den här underground-gruppen är mest känd för låten "If You Want to be a Bird", alternativt "Bird Song". Detta i och med att den var med i en scen i filmen Easy Rider 1969, samt på filmens soundtrackalbum. Låten är en omskrivning av Ray Prices "You Done Me Wrong" med ny text.

## Historik
Gruppen är centrerad kring Peter Stampfel (född 1938) och Steve Weber (född 1942). De blev introducerade för varandra i New York-stadsdelen Lower East Side och började uppträda tillsammans. Deras första album gavs ut 1964 på skivbolaget Prestige Records. Ett andra album följde nästa år på samma bolag, innan de båda kortvarigt blev medlemmar i The Fugs. De återförenade Holy Modal Rounders med nya medlemmarna Sam Shepard och Lee Crabtree för albumet Indian War Whoop. 1969 gjorde de ett album för Elektra Records, The Moray Eels Eat the Holy Modal Rounders. Under 1970-talet använde Peter Stampfel tidvis gruppnamnet The Unholy Modal Rounders då Steve Weber inte var med i gruppen. Denna upplaga spelade tillsammans med några andra artister in folkalbumet Have Moicy!, som av musikkritikern Robert Christgau utnämndes till 1976 års bästa album.
1978 bröt gruppen upp igen. Peter Stampfel och Steve Weber gav dock 1980 ut albumet Going Nowhere Fast under artistnamnet Stampfel & Weber. 1999 gav gruppen ut sitt hittills sista studioalbum, Too Much Fun. Både Peter Stampfel och Steve Weber, men särskilt Stampfel har fortsatt ge ut musik under 2000-talet och 2010-talet med olika nya grupper och musiker. Bland annat har Stampfel spelat in musik med musikern och tecknaren Jeffrey Lewis.

## Medlemmar
Originalmedlemmar
- Peter Stampfel – gitarr, violin, banjo, mandolin, trummor, sång
- Steve Weber – gitarr, basgitarr, sång

Senare medlemmar (urval)
- John Wesley Annis – basgitarr, trummor, kazoo, sång
- Jeff "Skunk" Baxter – gitarr
- Ken Crabtree – keyboard
- Ted Deane – träblåsinstrument
- Michael Hurley – gitarr, sång
- Roger North – trummor
- Dave Reich – basgitarr
- Robert Remaily – violin, mandolin
- Sam Shepard – trummor
- Richard Tyler – piano

## Diskografi (urval)
Studioalbum
- The Holy Modal Rounders (1964)
- The Holy Modal Rounders 2 (1964)
- Indian War Whoop (1967)  ESP
- The Moray Eels Eat the Holy Modal Rounders (1969)
- Good Taste Is Timeless (1971)
- Alleged In Their Own Time (1975)
- Last Round (1978)
- Going Nowhere Fast (1980)
- Too Much Fun (1999)

Livealbum
- Live in 1965 (2002)
- Bird Song: Live 1971 (2004)

Samlingsalbum
- I Make a Wish for a Potato (2001)

Annat
- Have Moicy! (1976) (samarbete mellan The Holy Modal Rounders under namnet The Unholy Modal Rounders, Michael Hurley, Jeffrey Frederick och Clamtones)

## Fotnoter
1. ↑  Robert Christgau: Pazz & Jop 1976: Dean's List